# Georyu-myeon
Georyu-myeon (koreanska: 거류면) är en socken i kommunen Goseong-gun i provinsen Södra Gyeongsang i den södra delen av Sydkorea, 315 km söder om huvudstaden Seoul.